# Прісноводні риби
Прісноводні риби — риби, які усе життя або значну частину його проводять в прісноводних водоймах, таких як річки, озера ставки чи водосховища, з мінералізацією менше 0,05%. Умови перебування в цих середовищах відрізняються від морських умов у багатьох відношеннях, найбільш очевидним з них є різниця в рівнях солоності. Щоб вижити у прісній воді, рибі потрібно мати певний спектр фізіологічних адаптацій.
41,24% всіх відомих видів риб зустрічаються в прісній воді. Це в першу чергу пов'язано з швидким видоутворенням, якому сприяє відокремленість місць проживання. Коли маєш справу зі ставками й озерами, можна використовувати ті ж основні моделі видоутворення, як при вивченні острівної біогеографії

## Фізіологія
Ступінь солоності води, в якій можуть взагалі жити риби, дуже різна — починаючи від абсолютно прісної води і до солоності її в 70 і більше частин на 1000. Одні риби витримують сильні коливання солоності, інші переносять лише найслабші. До перших належать, наприклад, багато бичків, що живуть у воді, майже позбавленій солі, і у воді із вмістом її до 60 частин на 1000, а також каспійська морська голка, що мешкає у воді з солоністю від 0,27 до 38 і більше частин на 1000 частин води. Інші, наприклад багато риб коралових рифів, витримують коливання солоності всього в декілька часток 1‰ солі, а з прісноводних — лопатоноси, що конають у воді, яка містить всього 0,2-0,3‰ солі.
Значення солоності для риб виражається головним чином у тому, що вона впливає на щільність води і на осмотичний тиск. Саме різниця в осмотичному тиску води різної солоності становить основну причину, що перешкоджає переходу риб з моря в прісну воду і назад. Лише порівняно деякі, переважно прохідні, риби мають здатність у відомі періоди життя пристосовуватися до різної солоності води.
Прісноводні риби відрізняються фізіологічно від солоноводних риб в декількох відношеннях. Їх зябра повинні бути здатні до дифузії розчинених газів при збереженні солей в рідинах тіла всередині. Їхня луска має знижувати дифузію води через шкіру: прісноводні риби, які втратили занадто багато луски помирають. Вони також повинні мати добре розвинені нирки, щоб повертати солі з рідини організму до екскреції.

## Міграції риб
Багато видів риб розмножуться в прісній воді, але більшу частину свого дорослого життя проводять морі. Вони відомі як анадромні види, і включають лосося, форелей і колюшку. Деякі інші види риб, навпаки, розмножуються в солоній воді, але живуть здебільшого або частину свого дорослого життя в прісній воді, наприклад вугрі. Вони відомі як катадромні види.

## Ресурси Інтернету
Види прісноводних риб України